# تپه جوی آسیاب
تپه جوی آسیاب مربوط به عصر آهن دو I است و در شهرستان ازنا، بخش مرکزی، دهستان پاچه لک غربی، حدود ۷۰۰ متری جنو ب غربی روستای اشرف آباد واقع شده و این اثر در تاریخ ۲۸ اسفند ۱۳۸۵ با شمارهٔ ثبت ۱۸۲۹۴ به‌عنوان یکی از آثار ملی ایران به ثبت رسیده است.